# Халид ибн Бармак
Халид ибн Бармак (перс. خالد بن برمک‎‎, араб. خالد بن برمك‎‎, 709, Балх — 781/82) — иранский государственный деятель, первый известный представитель династии Бармакидов, которые обратились из буддизма в ислам при последних Омейядах. Участвовал в Аббасидской революции. В годы правления первых трёх Аббасидских халифов в разное время занимал должности визиря (предположительно), вали Мосула, Табаристана, Фарса и возглавлял «Диван армии» и «Диван поземельного налога». Его сын Яхья стал наставником и визирем при халифе Харуне ар-Рашиде, а внук аль-Фадль — его молочным братом.
Исторические источники и современные исследователи описывают Халида как наиболее властного представителя династии и одну из самых могущественных фигур при аббасидском дворе. Он возглавлял Табаристан в течение 4—7 лет — дольше, чем любой другой наместник халифата. Основанная же им династия была одной из самых сильных и богатых семей государства вплоть до своего падения в 803 году, способствуя его персианизации.

## Происхождение и деятельность при Омейядах
Бармакиды — это род иранского происхождения, который дал Арабскому халифату его первых персидских визирей. Слово «Бармак», от которого произошло название рода, вероятно, является не именем, а саном наследственного жреца в храме Навбахар («Новый монастырь») к юго-востоку от Балха. Этот монастырь был центром буддистской науки в средневековом доисламском Афганистане. Само слово, согласно исследователю Х. Керну и сославшемся на него Э. Сакау и Э. Васьеру, происходит от «парамака», то есть «высший» в ведическом и классическом вариантах санскрита. История этого рода во время правления Аббасидов достаточно хорошо изучена, однако его происхождению уделялось весьма мало внимания. Изучение Бармакидов в Европе началось в XIX веке. Начиная с этого момента выходили работы А. Мюллера, Л. Бюви, Д. Сурделя, П. Кроун и т. д. Главным источником для исследований стала ныне утраченная работа «История и добродетели Бармакидов», которую написал аль-Азрак аль-Кирмани и многочисленные отрывки из которой попали в работы ат-Табари, Ибн аль-Факиха, Якута и Ибн аль-Адима. Принадлежность Бармакидов к иранцам является доказанным фактом, однако точное происхождение остаётся неизвестным. Как писал британский востоковед Н. Симс-Уильямс, жители Тохаристана значительно отличались от согдийцев и прочих иранцев, а Бармакиды определённо не были персами. Они говорили на своём уникальном языке — бактрийском.
Согласно арабским источникам, Бармак владел землями храма площадью 1568 км2. При этом эти владения Бармакиды сохранили и после начала службы халифам: арабский историк и географ Якут сообщил, что сын Халида Яхья владел «большим и богатым селением Раван к востоку от Балха», который являлся крупнейшим городом Тохаристана. Монастырь этот был буддистским, а не зороастрийским, как и весь регион Тохаристан. В дальнейшем Бармакиды превратили его в «храм огня», благодаря чему ряд историков, например, персидский визирь сельджукского султана Мелик-шаха Низам аль-Мульк, писали, что в годы Сасанидской Персии Бармакидам «от отца к сыну» переходил титул визиря. Хронист эпохи Тимуридов Хондемир и вовсе назвал их потомками этих самых царей. Издавна предки Халида были влиятельными людьми в Бактрии. По словам исследователя Э. де ла Васьера, земли Балха представляли собой «монашеское княжество», которое находилось в вассальной зависимости от тюрков, но управляли им Бармакиды. Владевшие богатейшим монастырём контролировали весь оазис Балх.
Согласно аль-Балазури, вскоре после 663/64 года, то есть ещё при Муавии, Омейяды разрушили Навбахар в ходе атаки на Тохаристан. Его слова опроверг ат-Табари, который заявил, что в 708/09 году туземный князь Низак молился в этих местах. Так или иначе, отец Халида был последним представителем династии с титулом «Бармак», и о нём сохранились лишь легенды. Впрочем, согласно К. ван Бладелу, известно то, что он получил образование в области медицины, санскрита и астрологии в Кашмире. Согласно Ибн аль-Факиху, матерью Халида была дочь правителя Чаганиана. Однако арабам не удалось завоевать Среднюю Азию с первой попытки. В 705 году сюда вторгся Кутейба ибн Муслим. Примерно в этом же году Бармак, согласно В. Бартольду, покинул регион и перебрался ко двору халифа, но вернулся в 725/26 для восстановления Балха. В то же время ван Бладел писал, что Бармак вместе с одним из сыновей и другими бактрийцами попал в заложники и был доставлен ко двору халифа в Ресафе когда Омейяды окончательно покорили Среднюю Азию при халифе Хишаме ибн Абдул-Малике. В том же году арабы обнесли Балх гарнизоном, а Навбахар оставили разрушенным, хотя его структура сохранялась последующие триста лет.
Халид родился в 709 году согласно арабскому историку Ибн Асакиру. Когда они находились с отцом в Балхе, Бармак устроил брак сына с дочерью Язида ибн Бара. В столице Халид принял ислам, а вместе с ним и арабизированное имя Халид ибн Бармак, после чего стал мавла Бану Хуза. Существуют противоречивые сведения о том, принял ли его отец ислам или нет. В частности информации об этом нет и у Ибн Халликана. Некоторые авторы писали, что он так и остался буддистом, другие, например, биограф династии Умар ибн аль-Азрак, — что он принял ислам вместе с сыном. Два сына Халида, приняв ислам, получили имена Сулейман и аль-Хасан. Кроме этого в арабских источниках есть упоминание о некоем Абу Убайде Муавии, который жил в Багдаде и, вероятно, был братом Халида. О ранних годах Халида информации практически нет. Известно, что он был близким лицом при дворе Омейядских халифов, и завёл близкую дружбу с сыном одного из них Масламой ибн Хишамом, известным военачальником.

## Аббасидская революция
Исторические источники описывая роль Халида в политике Аббасидов традиционно начинают с занятия им должности личного секретаря Абуль-Аббаса. В 742 году, по словам ван Бладела, вероятно не без помощи своего отца, на тот момент пропавшего из источников (который, по предположению учёного, на тот момент оставался в Балхе и скончался на управляемых им землях), Халид присоединился к шиитскому движению Хашимийя в Хорасане. Он стал одним из немногих неарабов, назначенных на вторую по престижности ступень в его руководстве. Причины и поводы присоединения к движению в целом остаются неизвестными, но он, по мнению многих ранних источников, находился в это время в Джурджане, работая в паре с Абу Авном Абдул-Маликом ибн Язидом, одним из первых сторонников Аббасидов в городе. Аббасиды приняли его, усмотрев в нём хороший потенциал. Вместе с Абу Авном они продвигали среди шиитов Ибрахима, брата Абуль-Аббаса, как имама, главу семейства и потомка Мухаммеда и собирали деньги среди шиитов-противников Омейядов на борьбу с халифатом. Ряд источников также называют Халида одним из 20 нузара — второй по близости к Абуль-Аббасу линии проповедников, части группы даи, что работали под руководством накибов, первой по близости группы, которых, согласно поздней традиции, было двенадцать, как «колен израилевых» и учеников Иисуса. Так или иначе, источники не дают ответа на вопрос, насколько значимой фигурой среди многих проповедников был Халид.
Во время так называемой Аббасидской революции Халид играл активную роль, поддерживая её в Хорасане и возглавляя войска в поле. С первых дней открытой конфронтации с местным вали (наместником) Насром ибн Сайяром Халид стал одним из командующих аббасидских войск (большинство из которых были арабами из Йемена), будучи к тому же одним из немногих мавла в ней. Когда войска Абу Муслима ушли на запад, он вместе с Кахтабой ат-Таи остался на месте, распределяя награбленное. После этого Халид также направился на Запад. Согласно историку X века ад-Джахшияри, Абу Муслим поручил Халиду перераспределить земельный налог в Хорасане. Ему удалось сделать это по справедливости, не обидев никого, благодаря чему он смог заслужить благодарность от жителей региона. Кроме этого он занимался государственными делами в Джурджане. Это помогло ему приобрести авторитет в армии. В дальнейшем, на протяжении революции, Халид выполнял более административные, нежели военные функции. По словам историка Дж. Ласснера, вместе с другими мавла он исполнял удачную для Аббасидов роль «политических комиссаров в растущем военном аппарате», что оставалось основной задачей всех Бармакидов следующие 50 лет и позволяло Аббасидам сохранять контроль над внутренними делами армии. В конце «революции» Халид под руководством Абу Муслима и Кахтабы принял участие в сражении за дом Мухаммеда в Мекке.

## Служба Аббасидам
Вскоре после основания Аббасидского халифата Халид прибыл к халифу ас-Саффаху (749—754), который хорошо принял его. Благодаря красноречию Халида, ас-Саффах сначала даже предположил, что он является арабом по происхождению. С 750 по 753 год Халид возглавлял ряд диванов, в частности «диван армии» («диван аль-джунд») и «диван поземельного налога» («диван аль-харадж»). Властвуя над «диваном армии», он стал первым, кто заменил традиционные свитки на бухгалтерские книги. Некоторые источники называют его визирем халифа, хотя он вряд ли был им в традиционном понимании этого слова, но, вероятно, занимал должность писца, когда она оказалась приравнена к таковой. По сообщениям ат-Табари, Халид был настолько близок халифу, что дочь последнего, принцессу Рафу, вскормила своей грудью жена Ибн Бармака, ровно как и наоборот — дочь Халида вскормила своей грудью жена халифа. Вероятно, в молодости Халид всё же получил достаточно высокий уровень образования и некоторый административный опыт, однако откуда именно неизвестно, возможно, при дворе омейядских халифов, служа вместе с отцом.
Слабый здоровьем, халиф ас-Саффах умер, вероятно, своей смертью в июне 754 года в возрасте немногим за тридцать лет. Его сменил его брат, Абу Джафар аль-Мансур (754—775), которому предстояло решить вопрос со стабилизацией страны, поскольку первому из халифов так и не удалось решить ни одну из проблем, стоящих перед халифатом. При нём Халид не менее года оставался главой «дивана поземельного налога», однако из-за придворных интриг визиря Абу Айюба аль-Мурьяни его перевели из столицы в провинцию Фарс, где около двух лет Халид являлся вали от имени халифов. Здесь он проявил себя как мудрый и щедрый правитель, чьё имя прославляли поэты, и грамотный управленец и полководец, который смог изгнать из провинции мятежников-курдов. Согласно известной, но, скорее всего, сфабрикованной истории, он убедил халифа не разрушать дворец эпохи Сасанидов Таки-Кисра в Ктесифоне, так как его наличие свидетельствует о величии ислама, последователям которого удалось завладеть им. В 764/65 году он участвовал в интригах, в результате которых принц Иса ибн Муса отказался от наследования халифата. Последний был племянником халифа аль-Мансура и мог попытаться захватить престол после его смерти. В частности, он начал свой путь в политике весьма многообещающе, но в годы Аббасидской революции, чуть не погибнув в Фарсе, он принял решение более никогда не становиться правителем. Примерно в это же время, в 763/64 и 764/765 годах источники упоминают Халида как советника халифа.
В течение примерно 4 или 7 лет Халид занимал должность вали Табаристана. Первоначально он поселился в месте, известном как Халида-Сарай, но после построил себе дворец в Амуле. Известны монеты 766/67 — 772 годов с его чеканкой. На своём посту Халид сменил Рауха ибн Хатима, который прославился своей тиранией и несправедливостью по отношению к подданным. В отличие от него, Халид правил весьма успешно и запомнился жителям не только как грамотный администратор, но и как умелый воин. В 765—769 годах он покончил с княжеством Масмуганов Демавенда и захватил крепость Устунаванд поблизости от города. Кроме этого он заключил договор с представителем местной династии Каренвандов Вандадом Хурмуздом, позволив ему мирно править нагорьем, основал город, названный именем халифа (при этом Халид является одним из двух людей, которым приписывают возведение городов во времена халифа аль-Мансура, вторым является сам халиф), и пользовался симпатией местных жителей. Последние после победы, по сообщению Ибн аль-Факиха, наносили на свои щиты изображения с Халидом и его осадными машинами, одну из которых, согласно ат-Табари, он придумал и возвёл самостоятельно. Помимо этого ему приписывается несколько построек в Багдаде. Он развивал экономику и построил немало общественных зданий, однако его успехи сошли на нет, когда Халид покинул регион, поскольку Шарвин I из Бавандидов разрушил основанные им поселения и на некоторое время пресёк дальнейшее распространение ислама в провинции.
В 775 году, незадолго до смерти аль-Мансура, Халид по неизвестной причине впал в немилость и был вынужден в кратчайшие сроки выплатить крупный штраф в размере трёх миллионов (или 2 миллионов 700 тысяч) дирхамов. Его спасла только сеть друзей при дворе, которых посетил его сын Яхья, и, собрав деньги, тайно переслал отцу необходимую сумму. Но после курдских восстаний в Мосуле халиф помиловал Халида и назначил его алимом (мэром) данного города, а Яхья получил должность вали Азербайджана. Возвращение Халида в расположение, вероятно, было результатом быстрого роста состояния Яхьи, который к тому времени был одной из центральных и наиболее могущественных фигур в правительстве Аббасидов.
Когда аль-Махди унаследовал престол, он вновь поставил Халида вали Фарса, где последний отличился перераспределением земельного налога и отменой обременительного налога на сады. Тогда же халиф пожаловал Ибн Бармаку в качестве личной вотчины район Шаммасия в Восточном Багдаде. Халид и Яхья стали настоящими фаворитами аль-Махди. Бармакиды построили свои дворцы, а местному рынку дали имя Халида. Около 778 года халиф назначил Яхью наставником принца Харуна ар-Рашида. До этого внук Халида, аль-Фадль ибн Яхья, стал молочным братом будущего халифа. В 780 году Халид и Яхья отличились при осаде византийской крепости Самалу, экспедицию на которую возглавлял Харун под покровительством Яхьи. Вскоре после этого, в 781/82 году, Халид скончался в возрасте около 75 лет.

### Перестройка и проектирование Багдада
Находясь в Багдаде, Халид принимал участие в планировании его перестройки. Подробности его деятельности неизвестны, но получившийся проект был простым, чем крайне впечатлял. Существует несколько версий того, как именно был придуман этот план. Две из них говорят о том, что его автором (или одним из авторов) является именно Халид. Обе версии называет арабская историческая традиция, опирающаяся на ат-Табари. Согласно первой из них, когда аль-Мансур отправился в Мерв на встречу с Халидом, он был настолько впечатлён величественностью его цитадели Эрк-Кала, чьи могучие стены представляли собой идеально очерченный круг, что решил перепланировать Багдад по его образу и подобию. Согласно другой, план города проектировщики придумали по аналогии с буддийским центром династии Бармакидов в Балхе. Монастырь Мавбахар тоже был построен в форме круга. Архитектура обоих городов является продолжением парфянской. Так или иначе, происхождение Багдада, вероятно, напрямую связано с Центральной Азией и Бармакидами.

## Оценки и наследие
Многие арабские историки положительно отзывались об основателе династии. Аль-Масуди восхвалял «глубокую мудрость, энергию, знания, могущество» Халида. Персидский историк Шараф ад-дин Язди называл его «великодушным, верным слову, благочестивым, человечным, непоколебимым и искусным». Халид ибн Бармак был мудр и отлично образован, особенно в вопросах медицины. Филолог Кристофер Беквит и историк Кевин ван Бладел посчитали его одной из самых могущественных фигур в раннем аббасидском дворе. С их оценкой согласна исламовед Набия Эбботт, которая помимо этого назвала его способным и трудолюбивым человеком. По словам аль-Масуди, Халид и вовсе был одним из самых могущественных правителей в истории, с которым не сравнился ни один из его потомков (он же был самым длительным правителем в истории Табаристана, правившим от 4 до 7 лет, в то время как остальные наместники не задерживались более чем на два года). Согласно анонимной хронике династии Аббасидов, «ахбар аль-давла аль-Аббасия», Халид был одним из самых славных полководцев армии, а его слава началась с его удачной деятельности в Табаристане ещё в годы Аббасидской революции. В то же время он не был «правой рукой халифа», в особенности на ранних этапах, уступая таким крупным фигурам ранней аббасидской гражданской администрации как Абдул-Малик ибн Хумейд аль-Бахили и Абу Айюб аль-Мурьяни.
По словам историка XIII века Ибн Исфандийара, когда Вандад уходил из Амула, один из местных жителей воскликнул «Хвала Богу, что мы избавлены от твоей тирании!». Халид велел привести его к себе и отрубил голову за непочтительное отношение к гостю
Основанная Халидом династия Бармакидов стала одной из наиболее могущественных в халифате. К моменту низложения династии её власть была почти безгранична. Она обладала беспрецедентным для всего Востока могуществом, и вся эпоха их правления обросла легендами. Многие из её представителей занимали высокие посты при халифах, способствуя иранизации правительства. Это была самая богатая семья Багдада на протяжении многих лет. Бармакиды были как наместниками, так и визирями вплоть до своего так до конца и не изученного низложения в 803 году. В ходе их правления арабы стали менее привилегированной общностью, чем были ранее, началась персианизация страны, а в войско были приняты наёмники родом из Хорасана